# Allsvenskan i handboll för herrar 2015/2016
Allsvenskan i handboll för herrar 2015/2016 är den nionde upplagan av Sveriges näst högsta division i handboll för herrar. Den spelades mellan 19 september 2015 och 23 mars 2016.
Vinslövs HK kvalificerade sig genom ett extrakval för att fylla den vakanta platsen som uppstod efter att elitserielaget H43 Lund försatts i konkurs.

## Tabell
Not: Lag 1 till Handbollsligan 2016/2017, lag 2-4 till kvalspel Handbollsligan, lag 11-12 till Allsvenskt kval, lag 13-14 åker ned till Division 1 2016/2017.
| Nr | Lag              | S  | V  | O | F  | GM  | IM  | MS   | P  |
| -- | ---------------- | -- | -- | - | -- | --- | --- | ---- | -- |
| 1  | IFK Ystad        | 26 | 19 | 5 | 2  | 763 | 633 | +130 | 43 |
| 2  | VästeråsIrsta HF | 26 | 18 | 3 | 5  | 785 | 728 | +57  | 39 |
| 3  | OV Helsingborg   | 26 | 17 | 4 | 5  | 722 | 628 | +94  | 38 |
| 4  | LIF Lindesberg   | 26 | 15 | 1 | 10 | 746 | 701 | +45  | 31 |
| 5  | Skånela IF       | 26 | 12 | 3 | 11 | 710 | 688 | +22  | 27 |
| 6  | HK Varberg       | 16 | 13 | 1 | 2  | 704 | 706 | −2   | 27 |
| 7  | Rimbo HK         | 26 | 12 | 2 | 12 | 763 | 801 | −38  | 26 |
| 8  | Önnereds HK (N)  | 26 | 11 | 1 | 14 | 683 | 702 | −19  | 23 |
| 9  | IFK Tumba        | 26 | 11 | 0 | 15 | 723 | 706 | +17  | 22 |
| 10 | Alstermo IF (U)  | 26 | 9  | 1 | 16 | 655 | 729 | −74  | 19 |
| 11 | Tyresö HF        | 26 | 8  | 2 | 16 | 704 | 726 | −22  | 18 |
| 12 | HP Warta         | 26 | 8  | 2 | 16 | 622 | 694 | −72  | 18 |
| 13 | Vinslövs HK (U)  | 26 | 9  | 0 | 17 | 690 | 781 | −91  | 18 |
| 14 | HK Country (U)   | 26 | 6  | 3 | 17 | 653 | 700 | −47  | 15 |

## Kvalspel

### Kvalspel till Handbollsligan
Kvalspelet till Handbollsligan spelas enligt följande. Lag 11 i Elitserien möter lag 4 från Allsvenskan, lag 12 från Elitserien möter lag 3 från Allsvenskan samt lag 13 från Elitserien möter lag 2 från Allsvenskan. Matcherna spelas i bäst av fem matcher.

#### IFK Skövde- LIF Lindesberg
IFK Skövde spelar vidare i Elitserien. LIF Lindesberg fortsätter i Allsvenskan.
| Datum                               | Match                       | Resultat | Publik |
| ----------------------------------- | --------------------------- | -------- | ------ |
| IFK Skövde - LIF Lindesberg (3 - 1) |                             |          |        |
| 13 april                            | LIF Lindesberg- IFK Skövde  | 30 - 26  | 1 910  |
| 17 april                            | IFK Skövde - LIF Lindesberg | 31 - 19  | 1 612  |
| 20 april                            | IFK Skövde - LIF Lindesberg | 29 - 21  | 1 543  |
| 24 april                            | LIF Lindesberg - IFK Skövde | 25 - 27  | 1 725  |

#### HIF Karlskrona-OV Helsingborg
HIF Karlskron kvar i Elitserien, OV Helsingborg fortsätter i Allsvenskan.
| Datum                                   | Match                           | Resultat | Publik |
| --------------------------------------- | ------------------------------- | -------- | ------ |
| HIF Karlskrona - OV Helsingborg (3 - 2) |                                 |          |        |
| 13 april                                | OV Helsingborg- HIF Karlskrona  | 27 - 23  | 1 248  |
| 17 april                                | HIF Karlskrona -OV Helsingborg  | 19 - 20  | 1 750  |
| 20 april                                | HIF Karlskrona - OV Helsingborg | 20 - 18  | 1 207  |
| 24 april                                | OV Helsingborg - HIF Karlskrona | 23 - 24  | 2 287  |
| 27 april                                | HIF Karlskrona - OV Helsingborg | 33 - 23  | 1 870  |

#### HK Aranäs- VästeråsIrstaHF
HK Aranäs spelar kvar i Elitserien, VästeråsIrsta fortsätter i Allsvenskan.
| Datum                                | Match                     | Resultat | Publik |
| ------------------------------------ | ------------------------- | -------- | ------ |
| HK Aranäs - VästeråsIrsta HF (3 - 0) |                           |          |        |
| 13 april                             | VästeråsIrsta- HK Aranäs  | 24 - 26  | 783    |
| 15 april                             | HK Aranäs -VästeråsIrsta  | 27 - 21  | 1 173  |
| 21 april                             | HK Aranäs - VästeråsIrsta | 30 - 26  | 1 307  |

### Allsvenskt kval

#### Semi-Off
Från Division 1 Södra
- GF Kroppskultur
- Anderstorps SK

Från Division 1 Norra
- Enköpings HF
- Mantorps IF HF

Kvalspelet genomförs enligt följande. Första steget är semioff om två matcher mellan lag 2-3 i division 1 Södra respektive norra. Vid lika många mål gäller europcup-regler med flest gjorda bortamål. Vinnarna går vidare till direktoff för match-serie över bäst av tre matcher mot HP Warta eller Tyresö Handboll.

#### GF Kroppskultur-Enköpings HF
GF Kroppskultur vidare med sammanlagt 46 - 45.
| Datum   | Match                         | Resultat | Publik |
| ------- | ----------------------------- | -------- | ------ |
| 28 mars | GF Kroppskultur- Enköpings HF | 24 - 21  | 508    |
| 3 april | Enköpings HF - GF Kroppkultur | 24 - 22  | 572    |

#### Mantorps IF HF- Anderstorps SK
Anderstorps SK vidare med sammanlagt 57- 52.
| Datum   | Match                        | Resultat | Publik |
| ------- | ---------------------------- | -------- | ------ |
| 28 mars | Mantorps IF- Anderstorps SK  | 22 - 28  | 255    |
| 3 april | Anderstorps SK - Mantorps IF | 29 - 30  | 325    |

### Direkt off
I direktoff möts lag 11-12 från allsvenskan mot vinnarna i semioff. Vinnarna spelar i allsvenskan förlorarna spelar i division 1. 
Från Allsvenskan
- Tyresö HF
- HP Warta

Från semioff
- GF Kroppskultur
- Anderstorps SK

#### GF Kroppskultur - Tyresö Handboll
Tyresö Handboll spelar i allsvenskan kommande säsong, GF Kroppskultur spelar Division 1.
| Datum                                     | Match                             | Resultat | Publik |
| ----------------------------------------- | --------------------------------- | -------- | ------ |
| GF Kroppskultur - Tyresö Handboll (1 - 2) |                                   |          |        |
| 10 april                                  | GF Kroppkultur - 'Tyresö Handboll | 30 - 24  | 649    |
| 13 april                                  | Tyresö Handboll - GF Kroppskultur | 26 - 17  | 458    |
| 16 april                                  | Tyresö Handboll - GF Kroppskultur | 24 - 14  | 666    |

#### Anderstorps SK - HP Warta
Anderstorps SK spelar i allsvenskan kommande säsong, HP Warta spelar division 1.
| Datum                             | Match                     | Resultat | Publik |
| --------------------------------- | ------------------------- | -------- | ------ |
| Anderstorps SK - HP Warta (2 - 0) |                           |          |        |
| 10 april                          | Anderstorps SK - HP Warta | 22 - 20  | 347    |
| 13 april                          | HP Warta - Anderstorps SK | 26 - 28  | 577    |